# Valeriy Popovich
Valeriy Aleksandrovich Popovich - em russo, Вале́рий Александрович Попо́вич (Gorky - atual Nijni Novgorod - , 18 de maio de 1970) - é um ex-futebolista e treinador de futebol russo, radicado na Finlândia.

## Carreira em clubes
Revelado no Khimik Dzerzhinsk, Popovich jogaria ainda por Lokomotiv Gorky, CSKA Moscou e Spartak Moscou em seu país natal. Em 1992, mudou-se para a Finlândia, onde jogaria no TPS, de onde saiu em 1994 para defender o Ilves Tampere.
Ainda em 1994, seu bom desempenho no Ilves fez com que fosse contratado pelo Haka, equipe onde viveria sua melhor fase, tendo jogado 343 partidas e marcado 175 gols até 2008. Entre 1995 e 1996, foi emprestado ao Ikast da Dinamarca e entre 1999 e 2000, foi cedido ao holandês Heerenveen.
No final da carreira, assinou contrato de um ano com o HJK, onde fez apenas 13 jogos (marcando três gols), onde conquistaria o Campeonato Finlandês pela sexta vez antes de regressar ao Ilves Tampere no ano seguinte, para exercer funções de jogador e técnico. Popovich, embora tivesse encerrado a carreira após o final do contrato com o HJK em 2010, penduraria as chuteiras oficialmente apenas em 2012, aos 42 anos. Ele ainda treinou as categorias de base do Haka.
Em homenagem ao atacante, o Haka aposentou a camisa 14, usada por ele durante seu período no clube.

## Seleção
Popovich fez parte do elenco da Seleção Soviética de Futebol que levou o título do Campeonato Mundial de Futebol Sub-20 de 1989, que tinha ainda o goleiro Gintaras Staučė, os zagueiros Viktor Onopko, Yuri Nikiforov e Omari Tetradze e os atacantes Oleg Salenko e Sergey Kiryakov.
Ainda fez partidas pelas seleções olímpica e sub-17, mas, a despeito de sua boa fase no futebol finlandês, nunca foi convocado para defender a Rússia, nem a Seleção Finlandesa, apesar de possuir tal nacionalidade.

## Vida pessoal
Seus filhos, Sasha (o mais velho, nascido em 1993) e Anton (nascido em 1996), decidiram seguir a carreira do pai; Anton segue jogando no Haka, time onde Valeriy consagrou-se como jogador, e Sasha (que iniciou a carreira em 2011, aos 17 anos) atua no Tampere United desde 2016.

## Títulos
- Mundial Sub-20: 1989 (5 gols)
- Campeonato Finlandês de Futebol: 6 (1995, 1998, 1999, 2000, 2004, 2009)
- Copa da Finlândia: 3 (1997, 2002, 2005)